# Villages magiques
Les Villages magiques sont une association qui a joué un rôle précurseur dans le tourisme mondial puis fusionné avec deux autres en 1956-1957 au sein du Club Med, qui incorpore ainsi dans son nouveau périmètre aussi le Club Polynésie.

## Histoire

### Les prémices

#### La première formule près d'Ajaccio
Les Villages magiques ont été fondés par l'éditeur Paul Morihien, le peintre Jean Cocteau et le journaliste sportif Dimitri Philippoff, un aristocrate russe émigré en France. En 1935, Philippoff écrit dans les colonnes du quotidien généraliste Paris Soir, le premier en France, et de L'Auto, le principal quotidien sportif. Avec des amis du Sporting Club universitaire de France (SCUF), il nage dans l'équipe russe de water-polo à Paris : les Ours Blancs, vice-championne de Paris, et il réfléchit à créer un lieu de vacances pour ses amis sportifs et plus généralement les amateurs de sport et de grand air.
Dimitri Philippoff décide d'utiliser le nom de l'équipe russe de water-polo quand il ouvre d'abord aux Issambres, sur la commune de Roquebrune-sur-Argens dans le Var en 1928 puis en 1935 en Corse, sur une petite plage de la route des Sanguinaires à Ajaccio, le Scudo, un club de vacances, consacré à  la baignade, dont il fait la promotion dans ses journaux en 1935. 
C'est l’Ours Blanc, village vacances de toile qui lance le premier la formule « tout compris », pour 500 francs pendant un mois. Les 70 résidents « Ours Blancs » vivent sous la tente, dans un lieu où on a « banni les habits » et où on se « promène en caleçon de bain » ,. Un article de Dimitri Philippoff dans L'Auto du 31 août 1935 le raconte sous le titre : « Camping collectif ».

#### Le Club des Jeux olympiques de Londres en 1948
L'expérience est terminée pendant la Seconde Guerre mondiale, qui voit l'un des cofondateurs et participants à ces villages, son ami Paul Morihien, lui aussi ancien nageur de haut niveau à Paris, devenir le secrétaire particulier du peintre Jean Cocteau. Ce dernier lui confie une librairie et une maison d'édition qui lui permettent de rencontrer Colette, dont il devient l’ami et le voisin. En 1948, Paul Morihien présente  son ami nageur Lionel Marcu à Édith Filipacchi, épouse de l'éditeur Henri Filipacchi, écarté de la direction de Hachette et muté en 1947 à un poste plus discret aux NMPP. 
C'est elle qui a l'idée de se fournir avec des tentes des surplus de l'armée américaine et d'organiser un voyage à Londres pour assister aux Jeux Olympiques sans se ruiner en hôtels, les sportifs étant hébergés sous tente en échange d'une cotisation à une nouvelle association, le "Club des Jeux olympiques", couvrant voyage, billets d'entrée et hébergement en camping.

#### Le Club olympique de Calvi en 1949
Puis tous les quatre créent l'année suivante sur une plage de Calvi, en Corse, le « Club olympique de Calvi »,, avec Dimitri Philippoff. Le Club est installé sur une plage distante du port de trois à quatre kilomètres, sur une terrain de la famille d'Edith Fillipachi, qui dirige le camp.
Les affiches publicitaires vanteront un « Village de toile franco-britannique, avec confort anglais, cuisine francaise avec deux semaines complètes de sejour, bar américain, piste de danse, ambiance internationale » et « Club de l'horizon à Calvi » en renvoyant vers le "Village Franco-Britannique", domicilié au 8 rue Boudreau à Paris  ,.
Gérard Blitz, qui doit se rendre à Cannes pour son métier, rend visite à son beau-frère à l'été 1949 à Calvi et se lie au groupe. Cet ex-résistant, champion de natation de Belgique, avait refusé d’aller aux Jeux olympiques de Berlin puis sera converti plus tard par sa femme au bouddhisme et à l'amour de Tahiti.
Sur un terrain qui lui appartient, Édith Filipacchi gère le village d'environ 120 membres, des Français en majorité mais aussi des Britanniques fréquentés l'été précédent, qui partagent des tentes, des repas en commun, un terrain de volley-ball, un bar, une piste de danse et des vaches à eau suspendues aux arbres pour se laver. La formule du buffet, avec grillades et vin à discrétion, ainsi qu'une soirée de gala  par semaine est déjà présente. Pierre Levrard, l'ex-secrétaire général de l'Ours Blanc, ami d'Édith Filipacchi, créé de son côté, un village sur la Côte d'Azur, qu'il baptise Air-Sport-Soleil.
Environ 70 ans après, le club olympique de Calvi a conservé son nom et dispose de 250 cabanes, dont 108 avec des sanitaires communs. Peu à peu, à Calvi, les tentes ont été remplacées par des bungalows équipés de cuisines et de sanitaires ,.

### La scission du début de l'année 1950
Le groupe d'amis se scinde au début de l'année 1950,, quand sont créées deux associations rivales. Le « Club du village de toile », fondé le 17 mars,,, est rebaptisé quinze jours après le « Club des villages magiques », qui a pour siège social le 5 rue La Boétie et pour objet de favoriser et encourager la pratique des sports en plein air et du camping. Faute de fonds, il recourt au crédit que font les fournisseurs et, en location-vente sur cinq ans, à des tentes en état très médiocre qui avaient bourlingué partout, mais vante « ces tentes hautes et spacieuses peuvent normalement contenir quatre personnes » ou seulement deux, « selon les désirs des membres ».
La première association est créée par les fondateurs historiques de 1948 et 1949, Paul Morihien, Édith Filipacchi, Jean Cocteau et Dimitri Philippoff, qui décident que chaque « village magique » de toile élira son maire et touchent une clientèle essentiellement féminine.
La seconde est créée quelques semaines plus tard par le Belge Gérard Blitz. Il propose à Paul Morihien son projet, mais celui-ci répond qu'il était déjà engagé avec deux patrons de presse, Pierre Lazareff et Hélène Lazareff, qui dirige le magazine Elle.
Blitz doit chercher d'autres partenaires : il décide de travailler aussi avec la presse, grâce à ses connaissances au journal L’Équipe, mais de ce fait ne réussit à toucher que pratiquement des hommes. Son association a comme président Tony Hatot, champion de France de natation durant la Seconde Guerre mondiale car Blitz, Belge, n'a pas le droit de fonder et diriger une association de loi française. 
Les deux associations offrent des séjours de deux semaines « tout compris » (voyage, hébergement, nourriture et sports). Pour leurs toiles de tentes, elles récupèrent toutes les deux des stocks de surplus de l'armée américaine, en cours de repli stratégique, se procurant les tentes d'abord en location vente. 
Pierre Levrard un des amis d'Édith Filipacchi qu'il avait aidé financièrement à créer le Club olympique de Calvi, lance de son côté, pour le même été 1950, un village sur la Côte d'Azur, qu'il baptise Air-Sport-Soleil. En mai 1950, L'Équipe publie une publicité pour une quatrième association, le Club Olympique de Calvi, qui continue de son côté à exister, en utilisant une photo d'un match de volley l'été précédent à Calvi, avec Gérard Blitz et Paul Morihien autour de Jean Marais.
Plusieurs de ces Club confient l'approvisionnement en tentes à un fournisseur, la société fondée par le père d'un ex-journaliste à L'Humanité, Gilbert Trigano[réf. à confirmer], qui en 1945 avait organisé la première « Nuit de la jeunesse »  au Vel' d'Hiv, pour les Jeunesses communistes, qu'il a quitté en 1946 car a été censuré un de ses reportages dans le journal L'Avant-garde. Il s'occupe de ces stocks et devient fournisseur aussi des Villages magiques.
L'association Club Méditerranée se montrera par la suite plus tournée que les autres vers un projet de créer une entreprise. Celle des Villages magiques semble, au moment de la fusion de 1957 avec le Club Méditerranée, moins forte car elle recrute « essentiellement des filles » et lorsqu'il négocie « avec les autorités d’un pays où s’installer » le fait « avec des exigences moindres ».

### Le soutien du magazineElle
L'activité d'éditeur de Paul Morihien lui avait permis, le premier, de rencontrer Henri Filipacchi et son épouse Édith Filipacchi puis plus tard en 1949 Pierre Lazareff et Hélène Lazareff. Avant-guerre, Dimitri Philippoff avait croisé son collègue Pierre Lazareff dans les bureaux du quotidien généraliste Paris Soir.
Elle, fondé en 1945, surfe sur le succès des premiers villages et parle même des « Villages magiques des lectrices de Elle ». Le magazine féminin publie périodiquement des articles sur le Club et un « bon magique » donnant accès à des villages dans lesquels des vedettes du cinéma et du théâtre sont invités ou parrains,. Parmi elles, l'acteur Henri Vidal,, qui le 6 février 1950, a épousé Michèle Morgan, rencontrée lors du tournage du péplum Fabiola d'Alessandro Blasetti (1949), avec qui il forme un des couples les plus mythiques du cinéma français, régulièrement photographié dans Paris-Match.
Le magazine précise que les lectrices seront accueillies au village avec leur mari, des amis ou des enfants s'ils ont plus de dix ans et que « si vous venez seule, la conseillère de Elle vous accueillera et, si vous le désirez, vous présentera des amis » en plus d'aider à choisir des activités de détente.

### Les premiers villages
Deux « villages magiques » sont créés dès les semaines qui suivent et fonctionnent durant l'été 1950, l’un autour d’un lac dans le Tyrol, pour y pratiquer cheval et canoë, l’autre en Sicile, à Cefalù, déniché par Jean Cocteau. Les deux villages sont chacun quatre fois plus grand que celui de Calvi, avec 500 places.
De son côté l'association Club Méditerranée n'ouvre qu'un seul et premier village, à Alcudia en Espagne,, qui ferme l'année suivante. C'est en 1950 et le clergé espagnol refuse de voir des filles en maillot de bain se baigner au même endroit que les hommes, obligeant à fermer les le camp de tentes de Puerto de Alcudia près de Majorque, et recourir à un petit hôtelier proche, qui ne donne pas satisfaction, obligeant à ce que l'expérience ne soit pas renouvelée sur ce site dès l'année suivante et remplacée par le site paradisiaque de Golfo di Baratti, en Toscane, où la belle petite plage de sable volcanique noir ne plait cependant pas à tous, puis l'île grecque de Corfou en 1952, et deux villages en 1953, sur la plage de Marina di Campo, la plus vaste de l'Ile d'Elbe et Bečići, village du sud du Monténégro. Les premiers villages à ne plus être composés uniquement de tentes apparaissent en 1954.

#### Le village de Céfalu donne son nom à un film
Pendant 3 ou 4 ans, les deux associations « ont tiré le diable par la queue » et accumulent des dettes. Les « Villages magiques » n'ont comme clientes que les lectrices de Elle et surtout voient en 1952 Dimitri Philippoff rejoindre l'association rivale du Club Méditerranée, pour sa part restreinte aux lecteurs de la rubrique football du journal L’Équipe, où passent ses annonces. 
En 1953 cependant, Cefalù acquiert une notoriété mondiale comme lieu de tournage d'un film franco-italien réalisé par Jean-Paul Le Chanois, Le Village magique avec Robert Lamoureux et Lucia Bosè, où le héros, déjà fiancé, tombe amoureux d'une jeune sicilienne dans le train qui le mène à Cefalù. Le film fait connaitre Robert Lamoureux. L'auteur réalise l'année suivante son plus grand succès, la comédie de mœurs Papa, maman, la Bonne et moi. Dans les années qui suivent, Cefalù double son nombre de visiteurs.

#### De 1954 à 1957, la concurrence du Club Polynésie
En 1954, c'est la création du Club Polynésie qui implantera un village de toile en Yougoslavie et un autre sur le site paradisiaque de Santa Giulia, en Corse, à Porto Vecchio, mais ce dernier succombe à un "trafic de cigarettes" et le Club Polynésie fera faillite dès 1957, laissant un passif de 200 millions de francs de l'époque, qui fait les gros titres des journaux, avec un rapatriement en catastrophe des membres en vacances en Yougoslavie, où il n'y a plus d'argent pour faire tourner l'activité.
À la fin de l'été 1957, le Club Polynésie est mis en faillite par le tribunal de commerce de la Seine après une enquête du juge d'instruction, pour infractions à la législation, à la suite d'une plainte au sujet d'Air France, victime de deux chèques impayés de 2,5 millions de francs chacun.
Jean-Paul de Rocca Serra, député-maire de Porto-Vecchio comme son père, battu aux législatives de 1951, mais élu sénateur en 1955, demande une reprise de ce Club Polynésie, afin de sauver l'économie locale et vient chercher Gilbert Trigano pour qu'il s'en occupe. Le village repart sous l'étiquette "Club Med" en 1958, mais est en butte à des pressions des nationalistes corses dès ses débuts. Gérard Blitz et son épouse dirigent le village à ses débuts, relancé avec des cases, alors que les restrictions contre la spéculation sur le franc de mai 1958 empêchent de relancer le village croate en Yougoslavie.
L'année de la faillite du « Club Polynésie » est créé le Club européen du tourisme, appelé d'abord Centre d'étude touristiques par François Huet et Marcel Lesur, deux anciens des auberges de jeunesse.
Le Club Med revient en Yougoslavie dès 1960, avec le soutien du maréchal Tito, dans deux villages, dans une pinède à Pakostane, entre Split et Zadar sur la côte croate, encore actif 60 ans après  et à Sveti Marko, avec des huttes disséminées sur une île à l'entrée des bouches de Kotor au Monténégro et un amphithéâtre de plein air, comme dans d'autres clubs.

#### Les villages de Torremolinos et
Un des Villages magiques est ouvert à Torremolinos, petit village de pêcheurs proche de Malaga, dans le Sud de l'Espagne, où avait été tourné en 1951, Le Désir et l'amour film franco-espagnol d'Henri Decoin, sorti en 1951. Deux autres des « Villages magiques » avaient ouvert en Andalousie.

Le village d'Aighion, en Grèce, doté seulement d'une plage de galets et de sable rapporté, fut également créé au temps des villages Magiques puis repris par le Club Med en 1959. Il permet cependant d'afficher une trilogie du soleil sur les affiches promotionnelles, vantant "Sicile, Sardaigne, Grèce", en plus du 4e, en fait l'un des premiers, situé au Tyrol. Ce village grec, situé dans une oliveraie du golfe de Corinthe, au nord du Péloponnèse, offre surtout l'avantage de permettre le départ en excursion vers les sites antiques du Péloponnèse, ou ceux situées en Grèce continentale comme Delphes ou Athènes. En réussissant à négocier avec les autorités militaires grecques, l'association française obtient l'autorisation de faire atterrir ses avions sur la base militaire d'Araxos en Grèce .

#### L'arrivée en Sardaigne
Les Villages magiques ont participé à l'essor touristique de Sardaigne, une île qui a reçu entre 1952 et 1957 a des aides gouvernementales pour attirer les hôtes étrangers vers des sites naturels, pour remplacer des emplois disparus dans l'armée. L'île de Caprera, où une caserne est transformée en Église par les habitants en 1951, a vu naître ainsi en 1955 un « village magique », dont « les hebdomadaires français ont abondamment vanté les charmes », à Porto Stagnarello, aujourd'hui Cala Garibaldi, au bout de marécages ayant bénéficié de reboisement dans la première moitié du XXe siècle, qui en ont fait une pinède paradisiaque. Le "village magique" est prévu sur un lieu occupé à partir de 1952 par un Camping Universitaire National. Il est imaginé par Jacques Giovannoni, architecte suisse italien (Tessin), dans la "pinède de Garibaldi", considérée comme un patrimoine national, où l’un des « pères de la patrie » italienne, Giuseppe Garibaldi, a fini sa vie dans la fameuse « Maison blanche », d'où l'opposition de son petit-fils, le général Ezio Garibaldi, conseiller municipal (MSI) de Rome, qui y fait mouiller son yacht.
Malgré le soutien de l'Office de tourisme provincial, donné en janvier au projet de tourisme nature, Ezio Garibaldi écrit à la mairie en avril 1955. Dans son numéro du 28 avril 1955, le Merle jaune, hebdomadaire lié à des groupes monarchistes et néo-fascistes publie un article très critique envers le projet de village touristique, craignant que l'île de Caprera soit transformée en parc d'attractions. Une controverse l'oppose au maire chrétien-démocrate de La Maddalena, Pietro Ornano, principal partisan du projet français, mais sans empêcher ce village de tentes capable d’accueillir 300 personnes, d'ouvrir en juin 1955. C'est l'année de sortie de films au ton nouveau, comme La Fureur de vivre, Cette folle jeunesse ou encore Sept Ans de réflexion avec Marilyn Monroe (« Quand la femme est en vacances », en Italien), inspiré d'une des pièces les plus audacieuses pour l’époque, évoquant la sexualité et l’adultère. La jeunesse de Caprera alors l'impression de « vivre le cinéma et le progrès », d'autant que les employés pouvaient dormir au "Village magique", certains nouant des idylles avec des touristes, qui se baignent en bikini et bronzent en paréo, amenant Monseigneur Salvatore Capula, curé de l'île, à tonner depuis sa chaire contre l'évolution des meurs. 
Dans ce « village magique » de Caprera, des « couronnes de fleurs, des colliers de boules en plastique colorées » dont la valeur variait selon leur couleur, sont utilisées « pour acheter quoi que ce soit, au bar ou au bureau ». 
Un spot publicitaire télévisé affirme que « le club est partisan de la libération de la femme », qui n'est « pas en vacances pour faire la vaisselle ou laver le linge » mais « doit pouvoir disposer de son temps selon sa fantaisie ». 
Un projet d'agrandissement du village émerge après la première année ainsi qu'un acheminement plus rapide, passant par l'hydravion, mais ne se concrétise pas. La polémique locale n'a en effet pas disparu. Le 30 juillet 1955, un article d'Aldo Chirico du journal "Corriere dell'Isola", titre: « Caprera aura peut-être des villas et des hôtels » et affirme que « le village magique des Français n'est que le premier pas vers l'organisation du mouvement touristique de la Maddalena ». L'article voit cependant dans le village un passage obligé vers « une meilleure connaissance par les étrangers de cette terre qui est la nôtre, encore saignante et humiliée par un traité d'armistice inhumain ».
Le village est repris en 1956 par le Club Med. Le ski nautique étant peu adapté au vent, une école d'équitation y est créée. Il subit un incendie de la pinède, le 21 juillet 1979, quand un incendie détruit 80 cases en plein jour. Le village se consacre à partir du marché italien à partir de 2005 puis Giovanni Sansone, chef d'entretien du village dès l'ouverture en 1955, et d'autres ex-employés sardes ont été honorés lors d'une grande fête préparée pour le cinquantenaire du Club Med, mais le village ferme en 2007, quand sa concession n'est pas renouvelée, le site étant alors fermé par la Région sarde pour cinq ans, sur fond de nouvelles controverses sur le site historique, alors que la plus grande part de l'île de Caprera est maintenant une réserve naturelle inhabitée, laissant un amphithéâtre et des paillotes dans une  forêt de pins pignons,. En 2012, une autorisation de rouvrir la plage est donnée mais elle ferme définitivement en 2014;

### La fusion de 1956-1957
Début 1995, du côté de l'association fondée par l’entrepreneur belge Gérard Blitz, il est décidé d'ouvrir un nouveau village, non plus sur une île mais la terre ferme, à Palinuro (Centola), un hameau italien (frazione), le plus grand de la commune de Centola, dans la province de Salerne, en Campanie. C'est un gros investissement car il sert de base à trois villages annexes, et son coût va grimper car des cailloux non prévus gènent la baignade et les sports nautiques. Il faut faire des travaux pour un ponton, qui est rapidement emporté par une tempête, puis un autre renforcé, dès l'hiver 1955. 
Autre motif de mécontentement des membres, le choix d'un voyage avion et autocar se révèle long et fatigant, du coup la décision est prise l'année suivante de remplacer les tentes par un grand village de cases qui rassemble 800 à 1 600 personnes et fait peu après l'objet de commentaires moqueurs d'Henry Raymond, dans la revue Esprit en 1959, le présentant comme « un microcosme vécu de la culture de masse » au sein duquel émergent déjà deux catégories de membres bien différents, les "actifs", sportifs et séducteurs et les autres, plus spectateurs et qui les contemplent qui fait couler beaucoup d'encre,. Une décennie plus tard, après la reprise par les Rotschild, un livre de l'écrivain et journaliste italien Giorgio Bocca cite des commerçant locaux déçus que les membres consomment majoritairement à l'intérieur du Club.
Les deux associations, déficitaires et relevant de la loi 1901, acceptent de se transformer en société anonyme, comme le réclame dès la fin 1955 leur fournisseur de tentes, ce qui garantit mieux leur solvabilité et permet d' accroître les garanties bancaires. C'est aussi l'occasion de se regrouper, et d'accéder à la clientèle féminine, pour le Club Med. Sur fond de ralentissement économique causé par l'aggravation de la Guerre d'Algérie en 1956, mais aussi d'allongement en 1956 des congés payés de deux à trois semaines, elles fusionnent pour créer le Club Méditerranée SA, au début de 1957. Paul Morihien en est nommé responsable de la publicité et des publications.
L'année suivante est créée en France une troisième association concurrente, les Villages Vacances Famille, issus du syndicalisme chrétien.
En 1957, le « collier bar » des Villages magiques, qui supprime toute contrainte d'argent au « village », est adopté par l'entreprise résultant de la fusion et il  va durer jusqu'au milieu des années 1990.

### Le terme repris au Mexique
Dans les années 2000, le programme Pueblos Mágicos est lancée par Secrétariat du Tourisme du Mexique, avec le soutien d'autres agences fédérales, pour promouvoir une série de villes à travers le pays qui offrent aux visiteurs une expérience « magique » en raison de leur beauté naturelle. Le programme Pueblos Mágicos intègre aussi des critères de richesse culturelle, traditions, folklore, pertinence historique, cuisine, art et hospitalité.